# ドロバチ亜科
ドロバチは膜翅目（ハチ目）スズメバチ科ドロバチ亜科（Eumeninae）に分類される昆虫の総称。トックリバチやスズバチもこの仲間である。ドロバチ亜科はドロバチ科（Eumenidae）とする場合もある。
本亜科はスズメバチ科の中で最大の亜科であり、世界から3500種以上が記載されている。日本からは20属59種が記録されている。
社会性狩りバチであるスズメバチ亜科やアシナガバチ亜科とは違って、基本的には単独性の狩りバチであり群れは作らない（ただし一部の種は、複数のメス成虫が共同で巣作りすることが知られている）。

## 形態
体長は日本産の種では1.5 - 2.5 cm程度。アシナガバチ亜科やスズメバチ亜科と同じように、複眼の内縁は深く湾入し、とまっているとき前翅は縦に折りたたまれる。体型はアシナガバチ亜科やスズメバチ亜科に似るが、後腹部（前伸腹節を除いた見かけ上の腹部。本来の腹部第2節以降の部分）の第一節が細く柄状になる種もおり、それらにはトックリバチとかスズバチの和名が付けられている。その他、中胸背板後縁の両端に小さな突起（亜肩板＝parategula）があること、脚の附節の爪の先が二股に分かれることなどの特徴で、アシナガバチ亜科やスズメバチ亜科と区別される。大アゴは、アシナガバチ亜科やスズメバチ亜科に比べて長く細い。熱帯アフリカに分布するSynagris属には、オスの大型個体が長くあるいは太く発達した大アゴを持つ種や、大アゴや頭楯に角のような顕著な突起を持つ種もいる。メス成虫の体に共生ダニを収容する空間（ダニポケット＝アカリナリウム）を持つ種もいる。体色は黒または褐色に黄色や橙色の縞や紋を持つものが多いが、熱帯には青や緑色などの光沢を持つ種もいる。

## 生態
本亜科に分類される多くの種が巣作りに際して泥を利用することから「ドロバチ」の名がある。ドロバチの巣とは、多くの単独性狩りバチと同様、基本的には幼虫を保育するための育房やその集合体のことであり、社会性狩りバチであるアシナガバチ亜科やスズメバチ亜科のような、多数の成虫が群れで生活する場ではない。メス成虫は巣（育房）を作成すると、まず産卵した後、麻酔した獲物を運び込んで貯蔵し、孵化した幼虫はそれを食べて発育する。大多数の種はメス成虫が産卵と幼虫の餌の貯蔵を行った後に開口部を塞いで巣を密閉する単独性昆虫であり、この場合幼虫とメス成虫が接触することはないが、一部の種で幼虫が孵化した後もメス成虫が継続的に給餌を行う亜社会性が見られる。

### 営巣習性
巣は通常、幼虫一頭ごとに小部屋（育房）が設けられる。営巣様式は掘坑型（土中や植物組織中に自ら穴を掘るもの）、借坑型あるいは筒住型（ヨシや竹筒のような植物遺骸や、枯れ木に開いたカミキリムシの脱出抗、あるいはオートバイのマフラーのような人工物など、既存の穴を壁で仕切って育房を一列に並べるもの）、築造型（泥を使って壺や瓶型の巣を一から作るもの）の三つに大別される。このうち地面に孔を掘る掘坑型の種は日本からは知られていない。地面に穴を掘るものや、築造型の種では、巣の出入口に筒状の「煙突」を作るものも多い。この煙突はカーブして入口が下を向き、メス成虫が休息しつつ寄生バエ等の侵入を防ぐ見張り場として使われ、巣が完成すると取り壊されて巣の封鎖に使われる。ただ日本で煙突を作る習性を持つものはエントツドロバチしか知られていない。築造性のトックリバチ類は、巣の口に徳利のような襟のついた壷を泥で作って育房とし、スズバチやクロスジスズバチでは複数の壷をまとめて作ったあとさらに全体を泥で上塗りする。ハラナガスズバチでは上塗りと壷の集団との間に隙間を設ける。巣の素材は、上述のように、泥（乾いた土を吐き戻した水でこねて泥にする）が多いが、フタスジスズバチなど一部の種（Zethini族）は泥でなく、噛み潰した葉を使う。東南アジアのCalligaster属では葉を使って複数の育房をまとめて作り、1つの巣とする。筒住型の種（竹筒など既存坑に一列に育房を作る種）では、奥の育房にはメスを、入口側にオスを産む傾向がある。卵は短い糸で巣の内壁からぶら下がる。カギモントックリバチでは糸はなく垂直の壁面に接着する。

### 狩り
幼虫の餌としては鱗翅目やハムシの幼虫などを針で刺して麻酔する。餌とする獲物は、種によりだいたい決まっている。獲物となるガの幼虫は葉を巻いたり、折ったり、複数の葉をつづったりしたシェルターの中に潜んでいるものも多く、ハチはシェルターを齧ってガの幼虫を追いたてたり、穴をあけて引きずり出して捕獲する。麻酔するために獲物に針を刺す場所は、基本は喉から胸部の3節の4か所であるが、種により喉と胸部第二節だけだったり、逆に4か所を刺したのちさらに腹脚のある腹節にも刺す種もある。

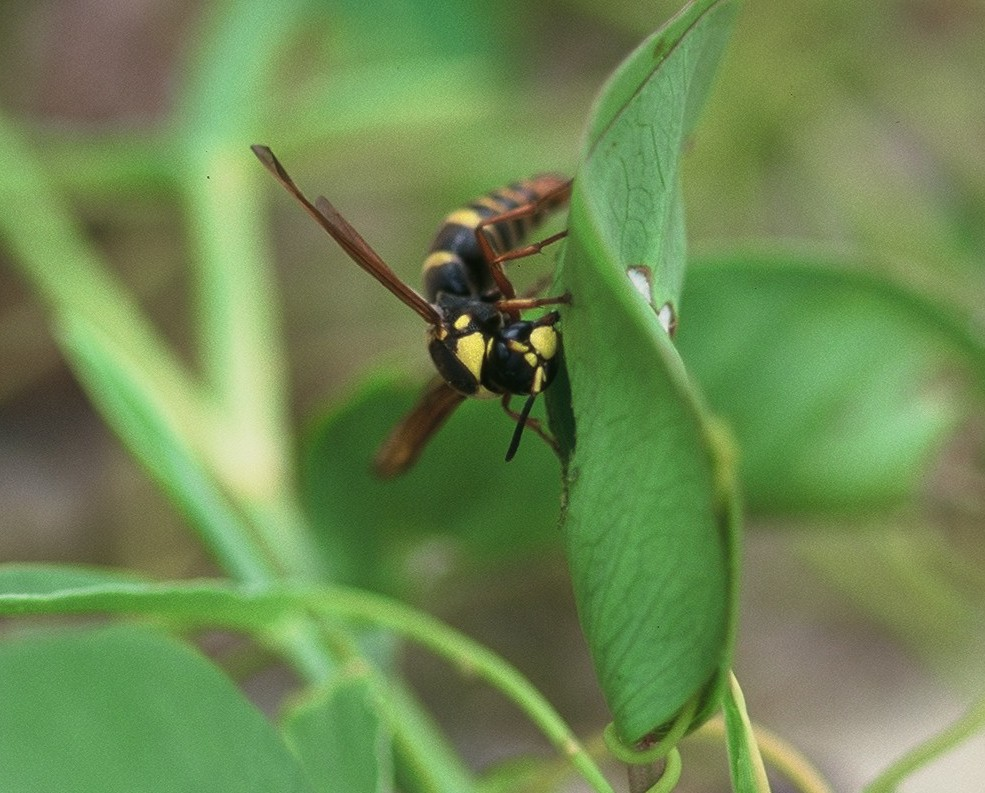
狩りの様子  ガの幼虫の巣に穴をあけ始めたところ
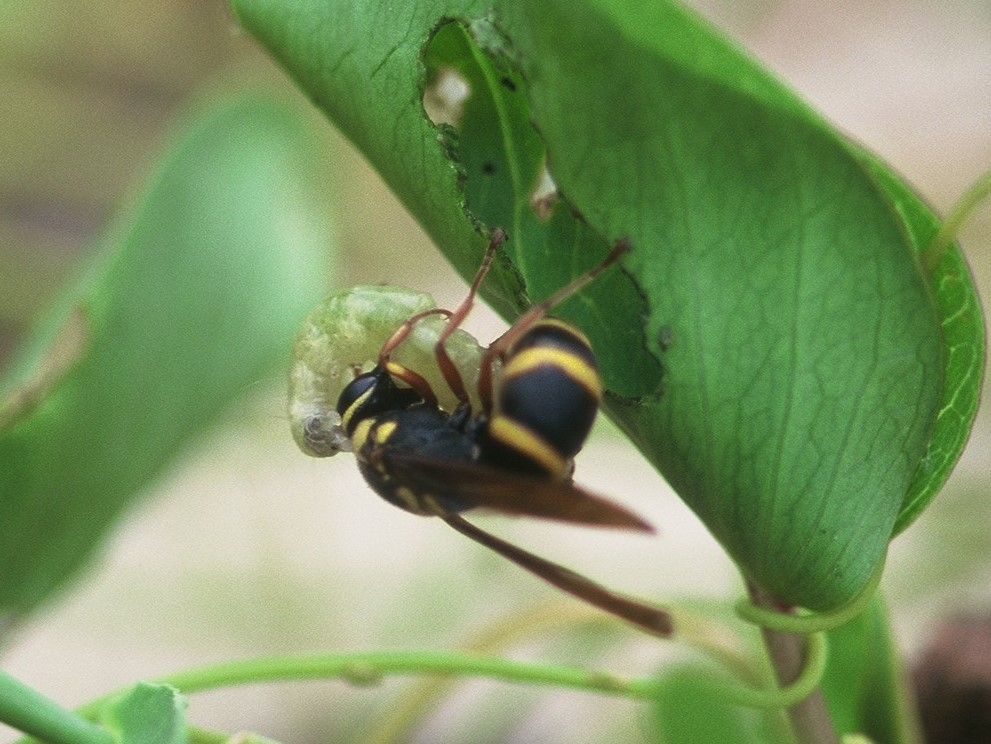
t中にいた幼虫を捕えて針で刺そうとしているところ
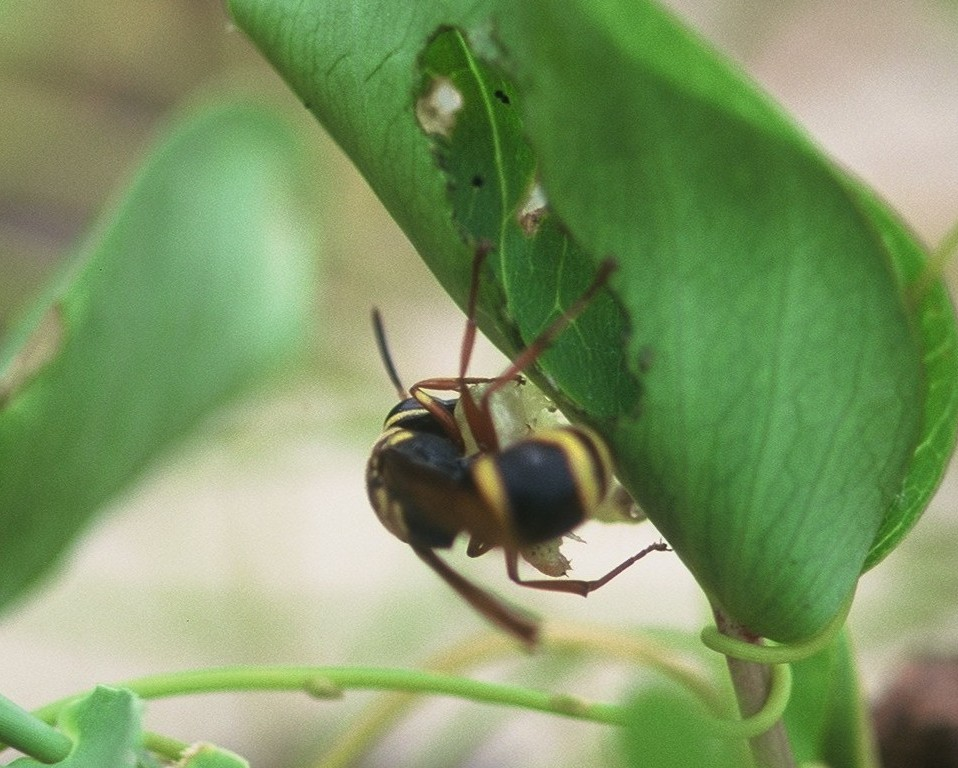
幼虫の胸に針を刺しているところ
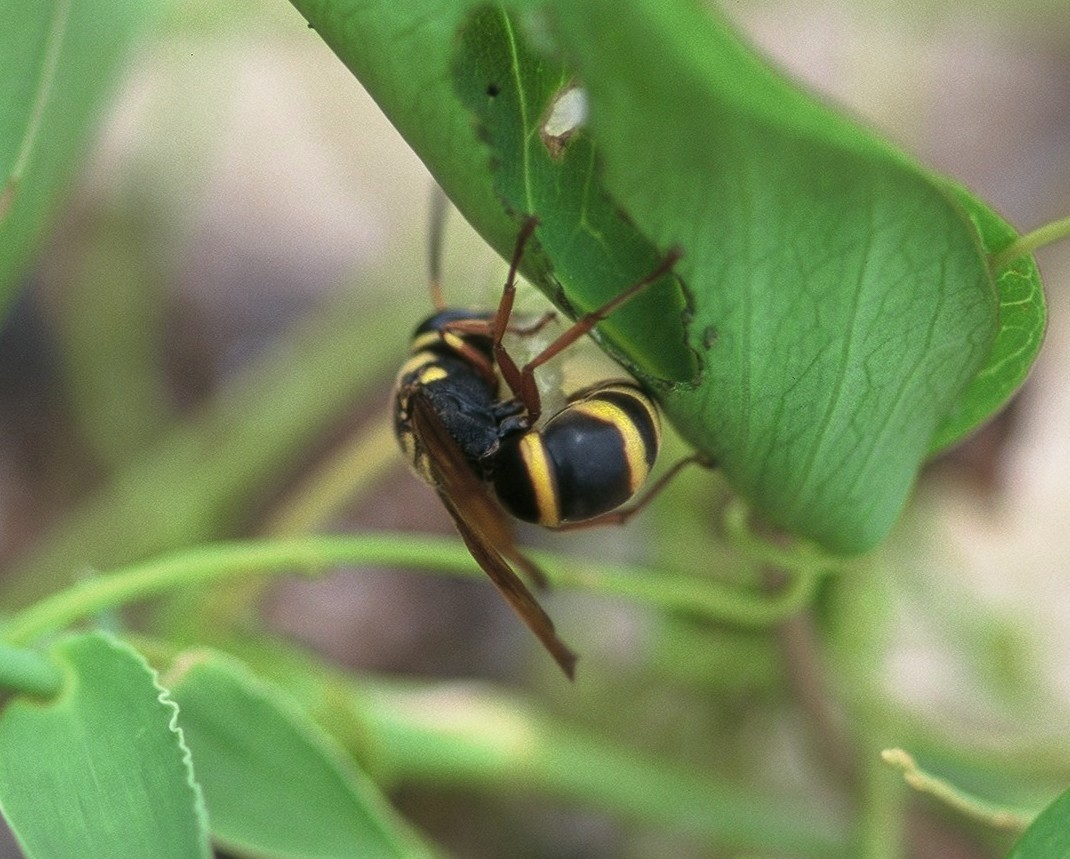
続けて針を刺しているところ（オオフタオビドロバチ八重山亜種）

### 配偶行動
オスは交尾相手のメスを獲得するため、メス成虫が近いうち羽化してくる巣やメスが吸蜜や巣作りや巣作りの泥を採取に来る場所で、パトロールしたり待ち伏せしたりすることが知られている。先に生まれたオスが、あとから羽化する妹にあたるメス成虫を待つ種もいる。オスが大アゴに長く発達した牙を持つオオキバドロバチ（Synagris cornuta）では、それを使ってメスを巡る闘争が行われる。

### 天敵・共生
成虫にはスズバチネジレバネが寄生する。巣には、ドロバチヤドリニクバエ、クロヒラタコバチ、コウヤツリアブ、ヒメバチ、ムモンオオハナノミ、セイボウ類などが捕食寄生または労働寄生し、いずれの場合も寄生されたドロバチの幼虫や蛹は死んでしまう。これらの寄生者のうち、ドロバチヤドリニクバエやセイボウは、ドロバチが巣を離れたすきに巣に侵入して産卵するが、ハムシドロバチヤドリバエは、 食草上のハムシの幼虫にハエのウジが内部寄生し、寄生されたハムシの幼虫をドロバチが捕獲、麻酔して巣に運び込むことでドロバチの巣に侵入を果たす。
枯れ枝の髄を掘って巣を作るアトボシキタドロバチは♀成虫の体（胸部と腹部）に共生ダニを収容する空隙（ダニポケット＝アカリナリウム）を持ち、そこに多数のダニが潜む。ハチが育房に餌を貯蔵して封をする際にダニが育房に移り、何もなければそのまま餌の蛾の幼虫やドロバチの幼虫の体液を吸って増殖するが、ヒラタコバチに寄生された場合には侵入してきたコバチを殺し、ドロバチの子供が守られることが明らかにされた。

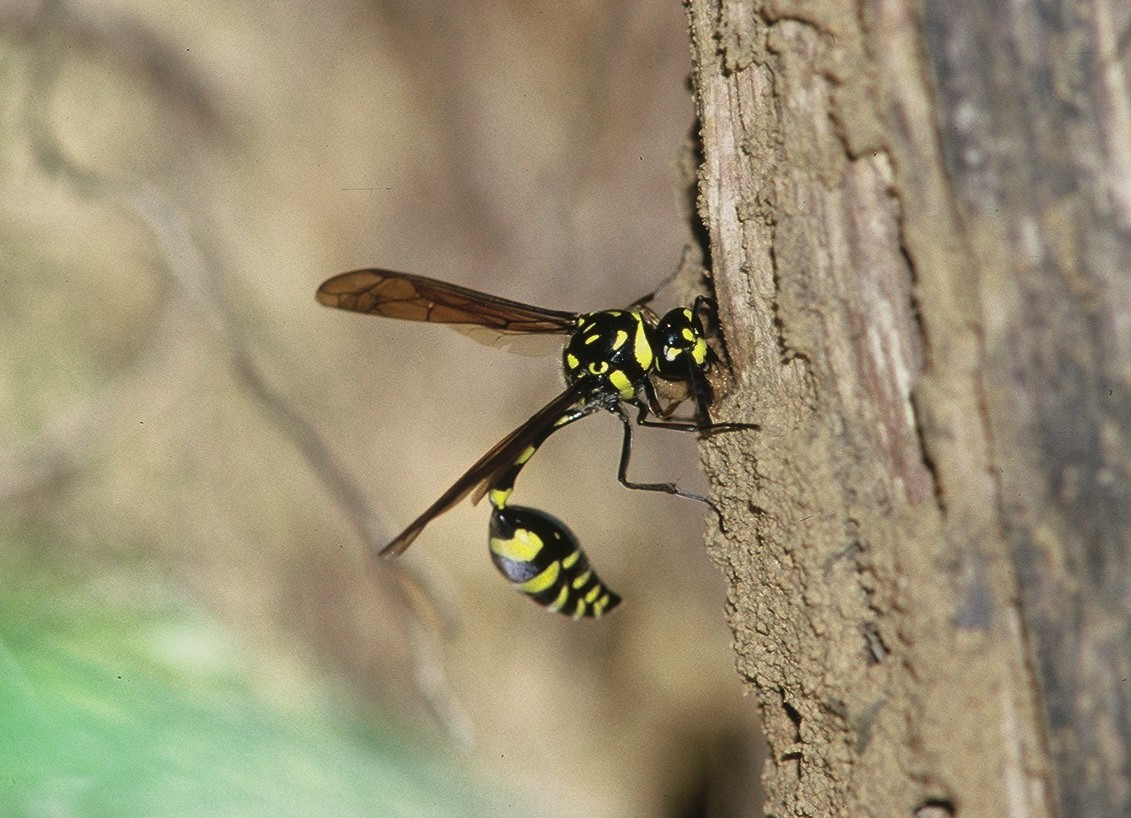
ハラナガスズバチ 巣作りのための泥集め
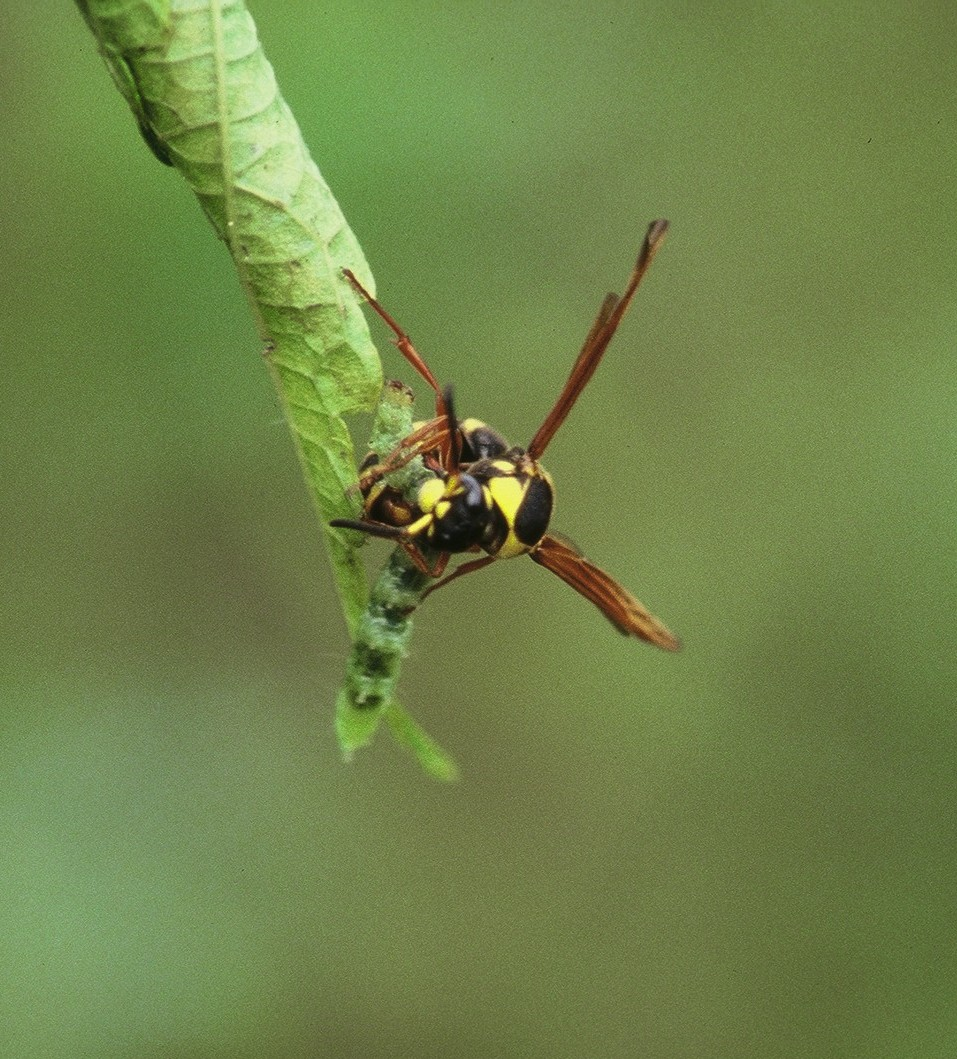
オオフタオビドロバチ 狩り
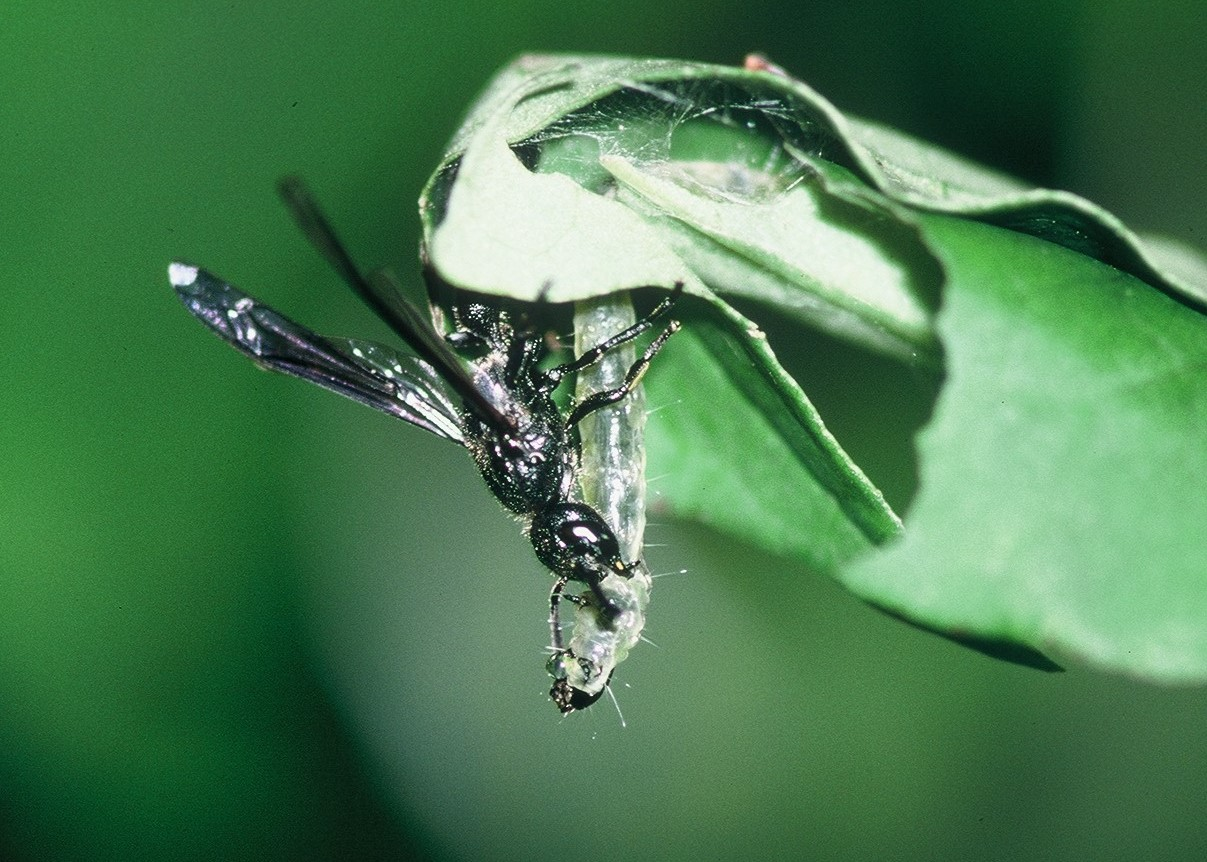
フタスジスズバチ 狩り
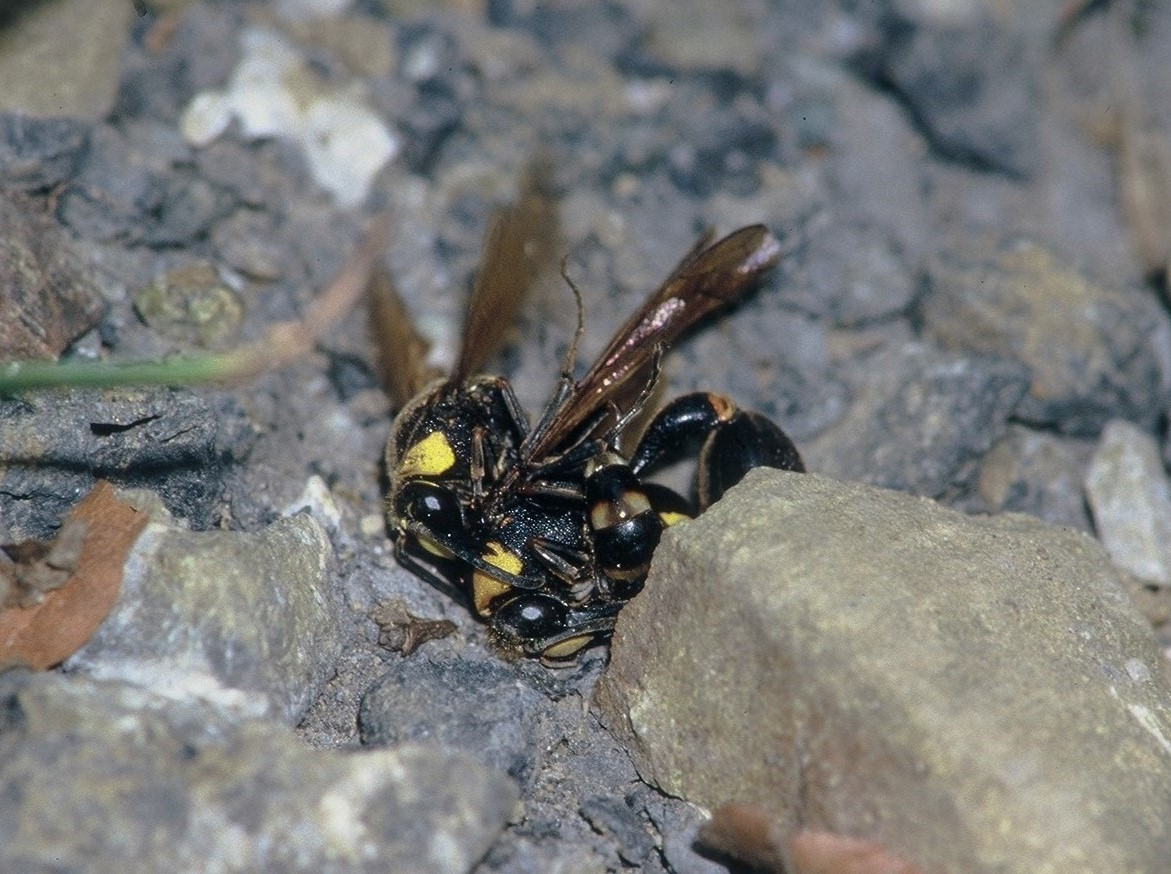
スズバチ 配偶行動（オスが、逃れようとするメスの背後から抑え込んでいる）
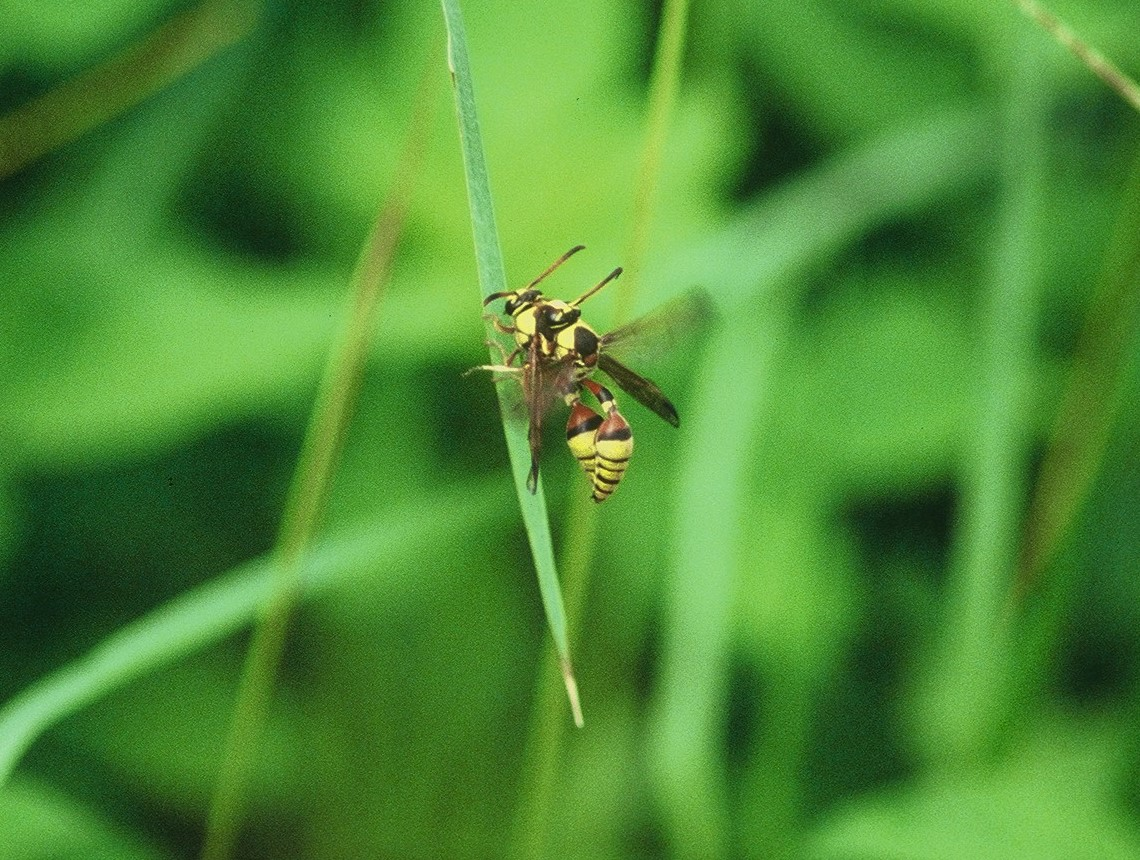
クロスジスズバチ 交尾
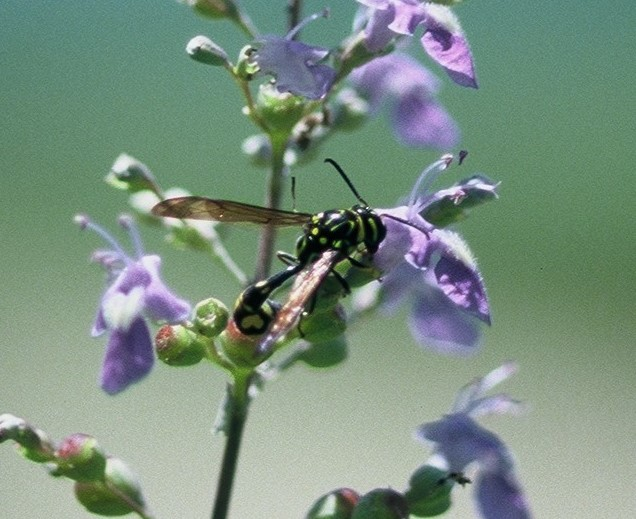
カギモントックリバチ ミツバハマゴウから盗蜜
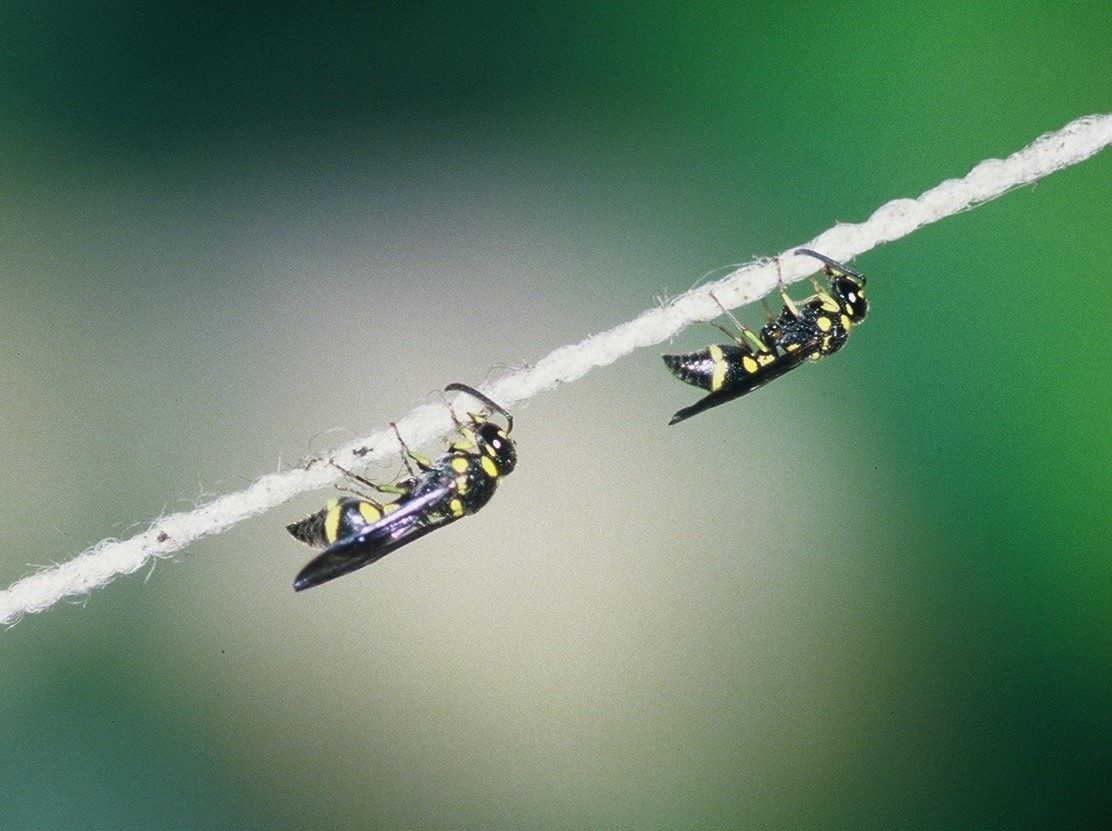
ヒメトックリバチモドキ 睡眠

## 日本の主な種
学名と分布は寺山守(2016)日本産有剣膜翅類目録に依拠。

- エントツドロバチ（オオカバフスジドロバチ[13][23]） Orancistrocerus drewseni (Saussure, 1857)
  - 築造性または筒住性、亜社会性を示す[13][23]
  - 分布：本州、四国、九州、佐渡島、対馬、屋久島、大隅諸島
- オオフタオビドロバチ Anterhynchium flavomarginatum (Smith, 1852)
  - 筒住性
  - 分布：北海道、本州、四国、九州、佐渡島、対馬、伊豆諸島、琉球列島、小笠原諸島（人為的移入）
- ミカドドロバチ Euodynerus nipanicus Schulthess, 1908
  - 筒住性
  - 分布：北海道、本州、四国、九州、対馬、屋久島、大隅諸島、伊豆諸島、琉球列島、大東諸島、小笠原諸島（人為的移入）
- ナミカバフドロバチ Pararrhynchium  ornatum (Smith, 1852)
  - 筒住性、亜社会性を示す
  - 分布：本州、四国、九州、対馬
- フカイオオドロバチ Rhynchium quinquecinctum (Fabricius, 1787)  
  - 筒住性
  - 分布：本州（新潟、茨城以南）、四国、九州、対馬、琉球列島、火山列島（硫黄島）
- キオビチビドロバチ Stenodynerus frauenfeldi (Saussure, 1867)  
  - 筒住性
  - 分布：北海道、本州、四国、九州、対馬、屋久島、種子島、大隅諸島、奄美大島、伊豆諸島、小笠原諸島
- スズバチ Oreumenes decoratus (Smith, 1852)
  - 築造性
  - 分布：北海道、本州、四国、九州、奥尻島、佐渡島、対馬、屋久島、種子島、口永良部島、八重山諸島（人為的移入？）
- ミカドトックリバチ Eumenes micado Cameron, 1904
  - 築造性
  - 分布：北海道、本州、四国、九州、佐渡島、対馬、屋久島、種子島
- クロスジスズバチ Delta esuriens（Fabricius, 1787)
  - 築造性
  - 分布：琉球列島（奄美大島以南）
- ハラナガスズバチ Phimenes flavopictus（Blanehard, 1841)
  - 築造性
  - 分布：琉球列島（先島諸島）
- カギモントックリバチ Pseumenes depressus（Saussure, 1855) 
  - 筒住性
  - 分布：琉球列島（先島諸島）
- フタスジスズバチ Discoelius zonalis（Panzer, 1801) 
  - 筒住性
  - 分布：北海道、本州、四国、九州、対馬、屋久島、奄美大島、伊豆諸島

外来種
- オデコフタオビドロバチ Anterhynchium gibbifrons Sk.Yamane and Murota, 2015
  - 筒住性
  - 分布：本州 - 2015年に日本ではじめて発見、記載され、最近次第に分布を拡大している[24]。これほど大型のハチがこれまで発見されなかった理由として、近年になって中国からの竹製品の輸入に伴って移入した可能性が指摘されている[25]。
- チャイロネッタイスズバチ Delta pyriforme ssp.
  - 築造性
  - 分布：小笠原諸島 - 体長は日本産ドロバチ科では最大。1991年に小笠原父島で初めて見つかった。チャイロネッタイスズバチは東南アジアからインドにかけて広く分布し、斑紋はクロスジスズバチに似ている。しかし小笠原に定着した亜種は、既知のどの亜種とも特徴が一致せず、原産地がどこかは不明[26]。

## 人間との関係
環境の指標として、本亜科を初めとする管住性ハチ類の利用が試みられている。調査法として、営巣トラップ（日本では竹筒がよく利用されることから竹筒トラップとも称される）が用いられる。管住性ハチ類は種によって好む穴のサイズが異なることが知られており、異なる口径の筒を利用することで異なる種の管住性ハチ類を観察することができる。また、人工物の穴に営巣する場合があるため、時に事故の要因となり得るが、いずれも本亜科に特有の生態ではないため、注意が必要である。
観察例として、７月上旬、オオフタオビドロバチが、アパート６階（地上高20m弱）、開放したベランダ窓の緑のカーテンの隙間を器用に何度も往来し、台所のガスコンロ上に置かれたフライパン木製柄の紐通し穴（直径7mm）に１層の巣を２時間ほどかけて作り、７月下旬、巣立ったケースがある。

## 分類、系統
日本に分布する種
日本産の属と各属の種数を下記に示す。外来種と考えられているものは「外」、日本以外で今のところ記録がないものは固有種とみなして「固」と略してその種数を括弧内に記した。
キタドロバチ属 Allodynerus   2 種
スジドロバチ属 Ancistrocerus    8 種（固1）
フタオビドロバチ属 Anterhynchium     3 種（外1）
トックリバチモドキ属 Apodynerus    1 種
ネッタイスズバチ属 Delta   2 種（外1）
フタスジスズバチ属 Discoelius   1種
トックリバチ属 Eumenes  6 種（固2）
カバオビドロバチ属 Euodynerus  5 種（固1）
オキナワドロバチ属 Okinawepipona   1 種
エントツドロバチ属 Orancistrocerus   1 種
スズバチ属 Oreumenes   1 種
ホウロウドロバチ属 Pachodynerus  1 種（外1）
カバフドロバチ属 Pararrhynchium  4 種（固3）
ホソスズバチ属 Phimenes  1 種
コシブトスズバチ属 Pseudozumia   1 種
カギモントックリバチ属 Pseumenes  1 種
オオドロバチ属 Rhynchium   1 種
チビドロバチ属 Stenodynerus  7 種（固3）
ヒゲブトドロバチ属 Subancistrocerus   1 種
ハムシドロバチ属 Symmorphus  11 種（固2）
外来種を除いた属種数は19属56種となる。19属の半分以上の11属は1種しかいない。そのうちの6属は東洋区を中心に分布し、南西諸島が属の分布北限となっている。それに対し複数種を含む8属のうち6属（フタオビドロバチ属とカバフドロバチ属以外）は、日本からヨーロッパまで旧北区に広く分布する属である。
現時点で固有とされる12種の内訳をみると、本土ではトックリバチ属、スジドロバチ属、ハムシドロバチ属の3属5種、一方離島には、小笠原諸島にカバオビドロバチ属、カバフドロバチ属、チビドロバチ属各1種の3属3種、奄美諸島以南の南西諸島にカバフドロバチ属、チビドロバチ属各2種の2属4種が記録されている。
小笠原諸島には全部で7種が記録されているが、在来種4種のうち3種が固有種であるいっぽう、他の3種は外来種（うち国内外来種2種）である。
Zethini族
本項ではドロバチ亜科を、Zethini族を含む単系統群として解説したが、Zethini族（日本産の種ではフタスジスズバチのみが含まれる）の扱いには異論がある。従来、形態や、単独性狩りバチという習性が似ていることから1960年代以降はDiscoeliinae亜科（＝Zethinae亜科）としてドロバチ科に、1980年代からはZethini族としてドロバチ亜科に含められてきた。
2000年代になってDNA解析が行われるようになると、Zethini族はほかのドロバチ亜科よりも、アシナガバチ亜科＋スズメバチ亜科に近縁との結果が得られ、このことからZethini族をドロバチ亜科から分離して、独立した亜科Zethinae、もしくはZethinaeとRaphiglossinaeの2亜科とする見解が出された。一方で従来のZethini族を含むドロバチ亜科を単系統とする見解を支持するDNA解析結果を含む研究もあり、まだ分類は流動的である。
Raphiglossa属はアフリカから中央アジアにかけての比較的乾燥した地域に分布する単独性のスズメバチ科で、11種のみからなる小属。1960年代の分類ではスズメバチ上科ドロバチ科のなかでドロバチ亜科と別に独自のRaphiglossinae亜科と位置づけられたが、1980年代にはスズメバチ科ドロバチ亜科に含められ、その後Zethini族が設けられるとその中に含められた。のちに、スズメバチ科の分子系統解析が行われるようになると、前述のように、Zethini族はドロバチ亜科の他のグループから分離してZethinae亜科とするべきとの見解が支配的になって来たが、唯一Raphiglossa属のハチを分子系統解析に含めた研究では、さらにRaphiglossa属をZethinaeから分離、再びRaphiglossinae亜科とされた。本属の営巣生態については、3種についての断片的な記録があるだけだが、それによれば、R. eumenoides と R. natalensis の雌は、髄のある植物の枯れた茎に巣穴を掘り、一方、R. spinosa の雌は、葦の茎の節間を齧って既存の空洞を改変する。いずれの場合も、ハチは巣房を密閉するために、泥とか噛潰した葉のような可塑材でなく、乾燥した土のペレット、または砂の粒、巣穴の内壁から大顎を使って掻き取った植物の髄や繊維が使われていた。幼虫の餌としては、ゾウムシの幼虫がぎっしり詰め込まれていた。R. natalensis では前蛹で3年間休眠することが報告されている。羽化した成虫は、（育房の仕切りを通って巣の入口から脱出するのではなく）、大顎で育房の側壁を齧り破って穴を開けて脱出する。 R. spinosa の卵は糸を使わずに細胞壁に接着していると報告されている。成虫は、長い口器を持ち、主にキク科の花を訪れ蜜を吸う。